# Йосиф (Баковецький-Мокосій)
Йо́сиф Бакове́цький-Моко́сій гербу Вукри (пол. Józef Bakowiecki-Mokosiej herbu Wukry; пом. перед 22 серпня 1654, Люблін) — український церковний діяч, греко-католицький єпископ Володимирський і Берестейський (1632—1654), василіянин.

## Життєпис
Народився на Волині. Виходець з українського шляхетського роду.
Замолоду служив секретарем у польського короля Сигізмунда III Вази протягом 16 років. Пізніше обіймав одну із земських посад у Волинському воєводстві (писар володимирський або скарбник волинський). Вступив до чернечого ордену василіян у Битені (Слонімський повіт у Білорусі), що відкрило йому перспективу для церковної кар'єри. 1619 року після Гедеона Балабана був призначений (а фактично вступив на посаду 18 вересня 1626 р.) архімандритом Жидичинського Свято-Миколаївського монастиря. 26 січня 1632 року Сигізмунд III Ваза надав йому Володимирську й Берестейську єпископську кафедру, унійний митрополит Київський Йосиф Велямин Рутський висвятив його на єпископа. Дбав про школу у Володимирі-Волинському.
Наполегливо добивався зміцнення позицій Унійної церкви в Україні. Зокрема, він відіграв активну політичну роль у підготовці узгоджувального собору православних і уніятів Речі Посполитої 1629 року у Львові. На сеймі в 1629 році став одним з авторів проєкту конституції щодо цього собору. З його ініціативи в обхід сеймової постанови про скликання церковного собору (для «заспокоєння» православних та уніатів) було прийнято відповідний королівський універсал, в якому йшлося про об'єднання православних з католиками. В часи правління Владислава IV Вази зазнав переслідувань від противників унії, особливо після початку повстання під проводом Богдана Хмельницького.
Дата смерті не є певною, найправдивішою вважається його смерть в Любліні перед 22 серпня 1654 р. На його похороні мав промову домініканець Кипріян Стефановський («Zgromadzonych wód pochwała»), яку він потім надрукував у Кракові, присвятив брату померлого о. Бенедикту (в миру Феліксу Христофору, помер 1658 року) — василіянину, колишньому секретарю канцелярії короля.